# Labourage nivernais
Labourage nivernais, também conhecida como Le Sombrage, é uma pintura a óleo sobre tela ( 133 × 260 centímetros) produzida em 1849 por Rosa Bonheur e localizada no Musée d'Orsay .

## Descrição

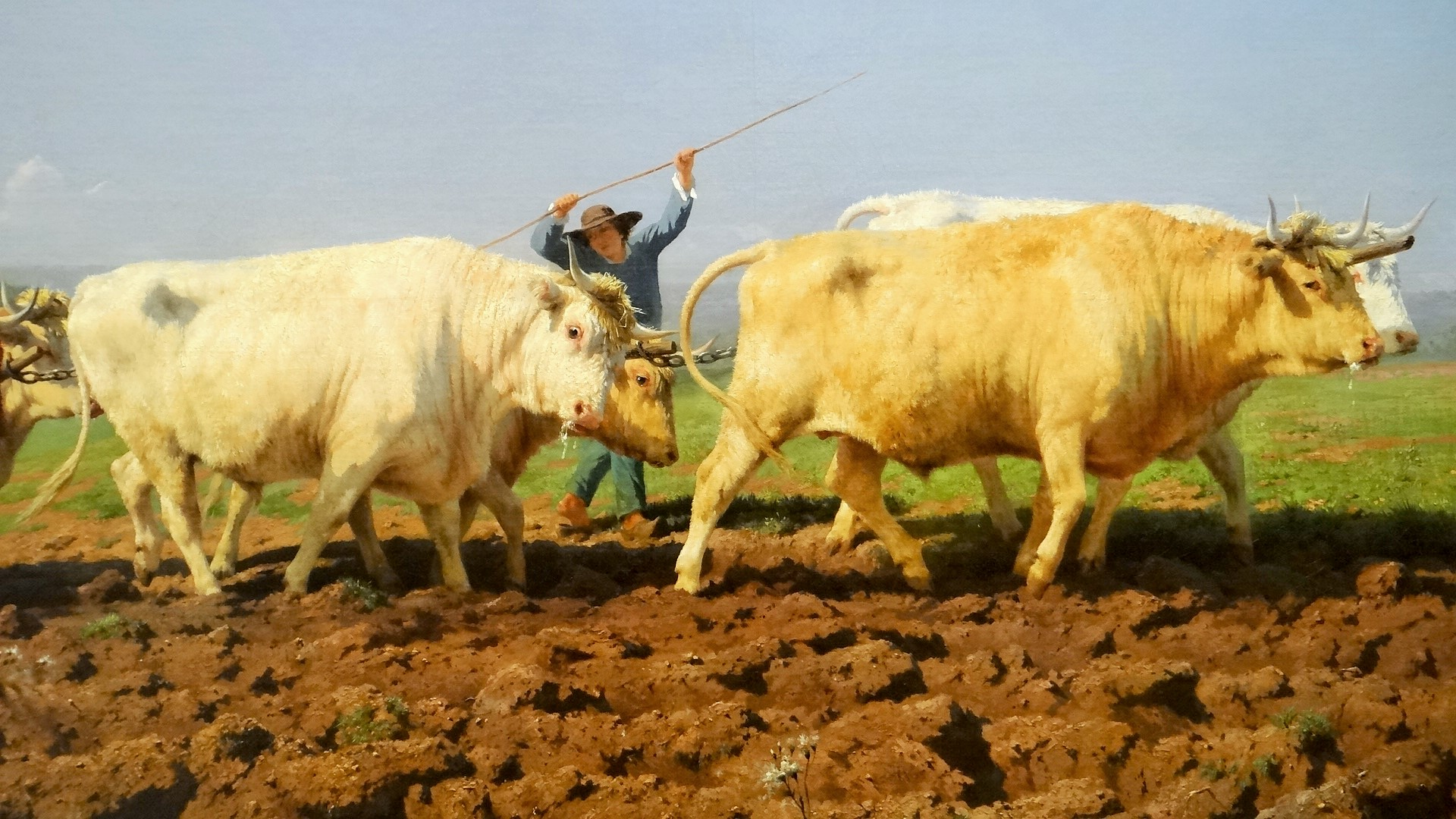
Detalhe de uma das juntas de bois

A obra retrata a primeira fase de uma lavoura, também chamada de sombrage. Numa planície montanhosa, duas juntas de seis bois puxam os arados para revirar a terra do campo.
A pintura foi descrita por Léonce Bénédite em Les Chefs-d'oeuvre du Musée du Luxembourg : « Sob a clara luz da manhã, sob um lindo céu azul suave, duas juntas de seis soberbos bois brancos e vermelhos, [...] incitados pelos seus cocheiros, puxam cada um, um atrás do outro, um arado cuja parte divide a parda terra em torrões regulares. Ao fundo, à direita, um campo entrecortado de árvores ; à esquerda, uma pequena encosta arborizada onde se avista, por entre a densa folhagem, o telhado de uma fazenda ».

## História
O estado francês encomendou Labourage nivernais, uma pintura a óleo, a Rosa Bonheur em 1848 para um museu em Lyon e comprou-a por 20 mil francos. As fontes divergem sobre onde foi pintado : em Beaumont-Sardolles, em Nièvre, segundo alguns, ou rue de l'Ouest em Paris segundo a própria artista em suas memórias. O Estado acabou por preferir mantê-lo em Paris, no Museu do Luxemburgo, de 1849 a 1920. Após a morte de Rosa Bonheur, a obra entrou no Museu do Louvre e lá permaneceu de 1920 a 1923. De 1923 a 1986, esteve depositado no museu nacional do Château de Fontainebleau. A pintura juntou-se às coleções do Musée d'Orsay em 1986.
A pintura foi exposta pela primeira vez durante o Salão de 1849, realizado no Palácio das Tulherias. Esta pintura contribui para consolidar a reputação de sua criadora. A pintura também foi apresentada na Exposição Universal de Paris de 1889.